# Pereiros (São João da Pesqueira)
Pereiros is een plaats (freguesia) in de Portugese gemeente São João da Pesqueira en telt 116 inwoners (2001).